# Husein Kadimagomaev
Husein Kadimagomaev (* 1. Oktober 1999 in Grosny, Tschetschenien) ist ein professioneller schweizerischer MMA-Kämpfer tschetschenischer Abstammung, der in der Federgewichtsklasse antritt. Er kämpfte unter anderem für internationale Organisationen wie BRAVE CF und die Professional Fighters League (PFL).

## Frühe Kindheit und Herkunft
Kadimagomaev wurde in Tschetschenien geboren, wo er im Alter von sieben Jahren mit dem Ringen begann. Als er zehn Jahre alt war, zog er mit seiner Familie in die Schweiz. Dort setzte er seinen sportlichen Weg fort, der später zur Karriere im Mixed Martial Arts führte. Im Alter von 16 Jahren begann er intensiv mit dem Kampfsporttraining, wobei er sich besonders auf das Grappling und Striking konzentrierte. Seine Ausbildung im Brazilian Jiu-Jitsu absolvierte er bei der New Legacy Academy in Aarau.

## Kampfstil und Training
Kadimagomaev ist bekannt für seinen vielseitigen Kampfstil, der sowohl effektives Striking als auch technisches Grappling umfasst. Er trainiert im renommierten UFD Gym in Düsseldorf, Deutschland.

## Professionelle MMA-Karriere
Husein Kadimagomaev begann seine Profi-Karriere im Jahr 2018. Seitdem hat er in verschiedenen internationalen Organisationen gekämpft, darunter BRAVE CF und die Professional Fighters League (PFL). Er konnte viele seiner Kämpfe vorzeitig gewinnen – entweder durch Knockout oder durch Aufgabegriffe.
Ein besonderer Moment in seiner Karriere war sein Kampf im Oktober 2024 bei den PFL Super Fights gegen Zafar Mohsen. Ursprünglich wurde der Kampf durch eine Punktentscheidung gegen ihn gewertet. Später stellte sich jedoch heraus, dass sein Gegner positiv auf verbotene Substanzen getestet wurde. Deshalb wurde das Ergebnis in ein „No Contest“ geändert, also ein Kampf ohne Wertung.

## Ranglisten und Anerkennung
Kadimagomaev belegt in verschiedenen regionalen MMA-Ranglisten folgende Platzierungen:
- Europa: #237 Pound-for-Pound
- Westeuropa: #92 Pound-for-Pound
- Deutschland: #33 Pound-for-Pound
- Middle East & Afrika: #49 Pound-for-Pound